# صفيراء فارسية
صفيراء فارسية (الاسم العلمي:Sophora persica) هو نوع من النباتات يتبع جنس الصفيراء من فصيلة البقولية.